# Municipio de Kings Prairie
El municipio de Kings Prairie (en inglés: Kings Prairie Township) es un municipio ubicado en el condado de Barry en el estado estadounidense de Misuri. En el año 2010 tenía una población de 971 habitantes y una densidad poblacional de 13,01 personas por km².

## Geografía
El municipio de Kings Prairie se encuentra ubicado en las coordenadas 36°52′30″N 93°51′46″O / 36.87500, -93.86278. Según la Oficina del Censo de los Estados Unidos, el municipio tiene una superficie total de 74.63 km², de la cual 74,52 km² corresponden a tierra firme y (0,14 %) 0,11 km² es agua.

## Demografía
Según el censo de 2010, había 971 personas residiendo en el municipio de Kings Prairie. La densidad de población era de 13,01 hab./km². De los 971 habitantes, el municipio de Kings Prairie estaba compuesto por el 91,76 % blancos, el 0,1 % eran afroamericanos, el 0,72 % eran amerindios, el 2,37 % eran asiáticos, el 4,12 % eran de otras razas y el 0,93 % eran de una mezcla de razas. Del total de la población el 7,11 % eran hispanos o latinos de cualquier raza.